# Arcotheres
Arcotheres is een geslacht van kreeftachtigen uit de klasse van de Malacostraca (hogere kreeftachtigen).

## Soorten
- Arcotheres alcocki  (Rathbun, 1909)
- Arcotheres arcophilus  (Bürger, 1895)
- Arcotheres atrinae  (T. Sakai, 1939)
- Arcotheres borradailei  (Nobili, 1906)
- Arcotheres casta  (Antony & Kuttyamma, 1971)
- Arcotheres coarctatus  (Bürger, 1895)
- Arcotheres cyclinus  (Shen, 1932)
- Arcotheres exiguus  (Bürger, 1895)
- Arcotheres guinotae  E. Campos, 2001
- Arcotheres latifrons  (Bürger, 1895)
- Arcotheres latus  (Bürger, 1895)
- Arcotheres modiolicola  (Bürger, 1895)
- Arcotheres nudifrons  (Bürger, 1895)
- Arcotheres palaensis  (Bürger, 1895)
- Arcotheres pernicola  (Bürger, 1895)
- Arcotheres placunae  (Hornell & Southwell, 1909)
- Arcotheres placunicola  P.K.L. Ng, 2018
- Arcotheres purpureus  (Alcock, 1900)
- Arcotheres rayi  Ahyong & P.K.L. Ng, 2007
- Arcotheres rhombifer  (Bürger, 1895)
- Arcotheres ridgewayi  (Southwell, 1911)
- Arcotheres rotundatus  (Bürger, 1895)
- Arcotheres shahi  Trivedi, E. Campos & Vachhrajani, 2018
- Arcotheres similis  (Bürger, 1895)
- Arcotheres sinensis  (Shen, 1932)
- Arcotheres spinidactylus  (Gordon, 1936)
- Arcotheres tivelae  (Gordon, 1936)
- Arcotheres winckworthi  (Gordon, 1936)